# Liste der Staatsoberhäupter 1181
Übersicht
◄◄ | ◄ | 1177 | 1178 | 1179 | 1180 | Liste der Staatsoberhäupter 1181 | 1182 | 1183 | 1184 | 1185 | ► | ►►

Weitere Ereignisse

## Afrika
- Ägypten (Ayyubiden)
  - Sultan: Saladin (1171–1193)

- Äthiopien
  - Kaiser (Negus Negest): Na’akueto La’ab (1159–1207)

- Marokko (Almohaden)
  - Kalif: Abu Yaqub Yusuf I. (1163–1184)

- Kanem
  - König: Salmama II. (1176–1203)

## Asien
- Bagan
  - König: Narapatisithu (1173–1210)

- Champa
  - König: Jaya Indravarman IV. (1167–1190)

- China
  - Jin-Dynastie (in Nordchina)
    - Kaiser: Shìzōng (1161–1189)

  - Nördliche Song
    - Kaiser: Xiaozong (1162–1189)

  - Xi Xia
    - Kaiser: Rénzōng (1139–1193)

- Georgien
  - König: Giorgi III. (1156–1184)

- Ghaznawiden (in Nordwest-Indien)
  - Sultan: Chusrau Malik (1160–1186)

- Ghuriden (in Afghanistan)
  - Sultan: Ghiyath ud-Din Muhammad (1162–1203)

- Indien
  - Westliche Chalukya (in Westindien)
    - König: Jagadhekamalla III. (1163–1183)

  - Chola (in Südindien)
    - König: Kulothunga Chola III. (1178–1218)

  - Hoysala (im heutigen Karnataka)
    - König: Vira Ballala II. (1173–1220)

  - Pandya (in Südindien)
    - König: Jatavarman Kulasekara Devan (1180–1216)

- Iran (Choresmier)
  - Sultan: Aladdin Takesch (1172–1199)

- Japan
  - Kaiser: Antoku (1180–1185)

- Kara Kitai
  - Khan: Yelü Zhilugu (1178–1211)

- Kalifat der Abbasiden
  - Kalif: an-Nasir (1180–1225)

- Kambuja (Khmer)
  - König: Jayavarman VII. (1181–1220)

- Kleinarmenien
  - Fürst: Ruben III. (1175–1187)

- Korea (Goryeo-Dynastie)
  - König: Myeongjong (1170–1197)

- Kreuzfahrerstaaten
  - Königreich Jerusalem
    - König: Balduin IV. (1174–1183)

  - Fürstentum Antiochia
    - Fürst: Bohemund III. (1163–1201)

  - Grafschaft Tripolis
    - Graf: Raimund III. (1152–1187)

- Seldschuken
  - Beide Irak
    - Sultan: Tughril III. (1176–1194) (in Rayy)

  - Kerman
    - Sultan: Turan Schah II. (1176–1183)

  - Rum-Seldschuken
    - Sultan: Kılıç Arslan II. (1156–1192)

- Vietnam (Lý-Dynastie)
  - Kaiser: Lý Long Trát (1175–1210)

## Europa
- Byzantinisches Reich
  - Kaiser: Alexios II. Komnenos (1180–1183)

- Dänemark
  - König: Waldemar I. der Große (1157–1182)

- England
  - König: Heinrich II. (1154–1189)

- Frankreich
  - König: Philipp II. August (1180–1223)
  - Angoulême
    - Graf: Vulgrin III. (1179–1181)
    - Graf: Wilhelm VII. Taillefer (1181–1186)

  - Anjou
    - Graf: Heinrich II. von England (1151–1189)

  - Aquitanien
    - Herzogin: Eleonore (1137–1204)
    - Herzog: Richard Löwenherz (1169–1196) (1198–1199)

  - Armagnac
    - Graf: Bernard IV. (1160–1193)

  - Auvergne (Grafschaft)
    - Graf: Wilhelm VIII. (1155–1182)

  - Auvergne (Dauphiné)
    - Dauphin: Robert I. (1169–1234)

  - Auxerre
    - Graf: Wilhelm V. (1176–1181)
    - Gräfin: Agnes I. (1181–1192)

  - Bar
    - Graf: Heinrich I. (1170–1190)

  - Blois
    - Graf: Theobald V. (1151–1191)

  - Boulogne
    - Gräfin: Ida von Elsass (1173–1227)

  - Bourbon
    - Herrin: Mathilde (Mahaut) I. (1171–1228)

  - Bretagne
    - Herzogin: Konstanze (1166–1201)
    - Herzog: Gottfried II. (1181–1186) (iure uxoris)

  - Burgund (Herzogtum)
    - Herzog: Hugo III. (1162–1192)

  - Burgund (Freigrafschaft)
    - Pfalzgräfin: Beatrix von Burgund (1148–1184)
    - Pfalzgraf: Friedrich Barbarossa (1156–1190) (iure uxoris)

  - Carcassonne
    - Vizegraf: Roger II. Trencavel (1167–1194)

  - Chalon-sur-Saône
    - Graf: Wilhelm III. (1174–1203)

  - Champagne
    - Graf: Heinrich I. (1152–1181)
    - Graf: Heinrich II. (1181–1197)

  - Chartres
    - Graf: Theobald V. (1151–1191)

  - Clermont
    - Graf: Rudolf I. (1157–1191)

  - Comminges
    - Graf: Bernard IV. (1176–1225)

  - Dauphiné
    - Gräfin: Beatrix (1162–1228)

  - Dreux
    - Graf: Robert I. der Große (1137–1184)

  - Eu
    - Graf: Heinrich II. (1170–1191)

  - Foix
    - Graf: Roger Bernard I. (1148–1188)

  - Forcalquier
    - Graf: Wilhelm IV (1149–1209)

  - Forez
    - Graf: Guigues II. (1138–1198)

  - Guînes
    - Graf: Balduin II. (1169–1205)

  - Limoges
    - Vizegraf: Adémar V. (1148–1199)

  - Mâcon
    - Graf: Gerald I. (1157–1184)

  - Maine
    - Graf: Heinrich II. von England (1151–1189)

  - Marche
    - Graf: Hugo IX. von Lusignan (1172–1219)

  - Narbonne
    - Vizegräfin: Ermengarde (1143–1192)

  - Nantes
    - Graf: Heinrich II. von England (1158–1181)
    - Graf: Gottfried II. (1181–1186)

  - Nevers
    - Graf: Wilhelm V. (1176–1181)
    - Gräfin: Agnes I. (1181–1192)

  - Normandie
    - Herzog: Heinrich II. von England (1150–1189)

  - Penthièvre
    - Graf: Gottfried III. (1164–1205)

  - Périgord
    - Graf: Elie V. (1166–1205)

  - Poitou
    - Gräfin: Eleonore von Aquitanien (1137–1204)

  - Provence
    - Graf: Alfons I. (1167–1196)
    - Graf: Raimund Berengar IV. (1168–1181)
    - Graf: Sancho (1181–1185)

  - Rethel
    - Graf: Manasse IV. (1171–1199)

  - Rodez
    - Graf: Hugo II. (1159–1208)

  - Rouergue
    - Graf: Raimund V. (1148–1194)

  - Saint-Pol
    - Graf: Hugo IV. (1175–1205)

  - Sancerre
    - Graf: Stephan I. (1152–1191)

  - Soissons
    - Graf: Raoul I. (1180–1235/37)

  - Tonnerre
    - Graf: Wilhelm V. (1176–1181)
    - Gräfin: Agnes I. (1181–1192)

  - Toulouse
    - Graf: Raimund V. (1148–1194)

  - Uzès
    - Herr: Bermond I. d’Uzès (1138–1181)
    - Herr: Raymond Rascas d’Uzès (1181–1209)

  - Vaudémont
    - Graf: Gerhard II. (1165–1188)

  - Vendôme
    - Graf: Burchard IV. (1180–1202)

- Heiliges Römisches Reich
  - König: Friedrich I. Barbarossa (1152–1190) (ab 1155 Kaiser)
  - weltliche Fürstentümer
    - Altena
      - Graf: Friedrich (1180–1198)

    - Anhalt
      - Fürst: Bernhard (1170–1212)

    - Baden
      - Markgraf: Hermann IV. (1160–1190)

    - Bayern
      - Herzog: Otto I. (1180–1183)

    - Berg
      - Graf: Engelbert I. (1161–1189)

    - Böhmen
      - Herzog: Bedřich (1172–1173) (1178–1189)

    - Brabant
      - Landgraf: Gottfried III. (1142–1190)

    - Brandenburg
      - Markgraf: Otto I. (1170–1184)

    - Flandern
      - Graf: Philipp I. (1168–1191)

    - Geldern
      - Graf: Heinrich I. (1131–1182)

    - Hennegau
      - Graf: Balduin V. (1171–1195)

    - Hohenzollern
      - Graf: Friedrich III. (1142–1200)

    - Holland
      - Graf: Florens III. (1157–1190)

    - Holstein
      - Graf: Adolf III. (1164–1203)

    - Jülich
      - Graf: Wilhelm II. (1176–1207)

    - Kärnten
      - Herzog: Hermann (1161–1181)
      - Herzog: Ulrich II. (1181–1202)

    - Kleve
      - Graf: Dietrich III./V. (1173–1202)

    - Lausitz
      - Markgraf: Dietrich II. (1157–1185)

    - Limburg
      - Herzog: Heinrich III. (1167–1221)

    - Lippe
      - Herr: Bernhard II. (1168–1196)

    - Lothringen (Herrscherliste)
      - Niederlothringen
        - Herzog: Gottfried VIII. (1142–1190)

      - Oberlothringen
        - Herzog: Simon II. (1176–1206)

    - Luxemburg
      - Graf: Heinrich IV. (1136–1196)

    - Mecklenburg
      - Fürst: Heinrich Borwin I. (1178–1227)

    - Markgrafschaft Meißen
      - Markgraf: Otto der Reiche (1157–1190)

    - Namur
      - Graf: Heinrich der Blinde (1139–1189)

    - Nassau
      - Graf: Walram I. (1154–1198)

    - Nürnberg
      - Burggraf: Konrad II. von Raabs (1160–1191)

    - Oldenburg
      - Oldenburg
        - Graf: Moritz I. (1167–1209)

      - Wildeshausen
        - Graf: Heinrich II. (1167–1198)

    - Ortenberg
      - Graf: Rapoto I. (1134–1186)

    - Österreich
      - Herzog: Leopold V. (1177–1194)

    - Pfalz
      - Pfalzgraf: Konrad der Staufer (1156–1195)

    - Pommern
      - Herzog: Bogislaw I. (1156/1180–1187)

    - Ravensberg
      - Graf: Hermann (um 1175–1220)

    - Saarbrücken
      - Graf: Simon I. (1135–1182)

    - Sachsen
      - Herzog: Bernhard III. (1180–1212)

    - Schwaben
      - Herzog: Friedrich V. (1169/70–1191)

    - Steiermark
      - Herzog: Ottokar IV. (1164–1192) bis 1180 Markgraf

    - Thüringen
      - Landgraf: Ludwig III. (1172–1190)

    - Tirol
      - Graf: Heinrich I. (1180–1190)

    - Veldenz
      - Graf: Gerlach II. (1146–1189)

    - Weimar-Orlamünde
      - Graf: Siegfried III. (1176–1206)

    - Württemberg
      - Graf: Ludwig II. (1158–1181)
      - Graf: Hartmann I. (1181–1240)

    - Zähringen
      - Herzog: Berthold IV. (1152–1186)

- Italien
  - Kirchenstaat
    - Papst: Alexander III. (1159–1181)
    - Papst: Lucius III. (1181–1185)

  - Montferrat
    - Markgraf: Wilhelm V. (1135/36–1191)

  - Saluzzo
    - Markgraf: Manfred II. (1175–1215)

  - Savoyen
    - Graf: Humbert III. (1148–1189)

  - Sizilien
    - König: Wilhelm II. (1166–1189)

  - Venedig
    - Doge: Orio Mastropiero (1178–1192)

- Norwegen
  - König: Magnus V. Erlingsson (1161–1184)

- Polen
  - Seniorherzog: Kasimir II. der Gerechte (1177–1194)
  - Pommerellen
    - Herzog: Sobiesław I. (1155–1187)

- Portugal
  - König: Alfons I. (1139–1185)

- Russland
  - Wladimir
    - Großfürst: Wsewolod III. (1176–1212)

- Schlesien
  - Niederschlesien (Breslau)
    - Herzog: Boleslaw I. der Lange (1163–1201)

  - Oberschlesien (Oppeln-Ratibor)
    - Herzog: Mieczislaw (Mesko) III. (1163–1211)

- Schottland
  - König: Wilhelm I. (1165–1214)

- Schweden
  - König: Knut I. Eriksson (1167–1196)

- Serbien
  - König: Stefan Nemanja (1167–1196)

- Spanien
  - Almohaden: siehe Afrika
  - Aragon
    - König: Alfons II. (1162–1196)

  - Cerdanya
    - Graf: Sancho (1168–1223)

  - Galicien
    - König: Ferdinand II. (1154–1188)

  - Kastilien
    - König: Alfons VIII. (1158–1214)

  - León
    - König: Ferdinand II. (1157–1188)

  - Navarra
    - König: Sancho VI. (1150–1194)

  - Urgell
    - Graf: Ermengol VII. (1153–1184)

- Ungarn
  - König: Béla III. (1172–1196)